# Скала (Силістринська область)
Скала́ (болг. Скала) — село в Силістринській області Болгарії. Входить до складу общини Дулово.

## Населення
За даними перепису населення 2011 року у селі проживали 198 осіб.
Національний склад населення села:
| Національність   | Кількість осіб | Відсоток |
| ---------------- | -------------- | -------- |
| турки            | 121            | 61,1%    |
| болгари          | 75             | 37,9%    |
| Всього відповіли | 198            |          |

Розподіл населення за віком у 2011 році:
Динаміка населення: